# Torneos WTA 125s en 2022
La WTA 125K series es la secundaria del circuito de tenis profesional organizado por la Asociación de Tenis de Mujeres. El WTA 125K series 2022 consiste en un calendario de veinticuatro torneos, donde cada uno paga una bolsa de premios de 125 000 dólares.

## Torneos
| Semana           | Torneo | Campeonas                                                  | Subcampeonas                            | Semifinalistas                          | Cuartos de final                                                       |
| ---------------- | --- | ---------------------------------------------------------- | --------------------------------------- | --------------------------------------- | ---------------------------------------------------------------------- |
| 28 de marzo      | AnyTech 365 Andalucía Open Marbella, España $115,000 – Tierra batida – 32S/16Q/16D Cuadro Individual – Cuadro Dobles                      | Mayar Sherif 7–6(7–1), 6–4                                 | Tamara Korpatsch                        | Danka Kovinić Océane Dodin              | Martina Trevisan Anna Schmiedlová Panna Udvardy Rebeka Masarova        |
| 28 de marzo      | AnyTech 365 Andalucía Open Marbella, España $115,000 – Tierra batida – 32S/16Q/16D Cuadro Individual – Cuadro Dobles                      | Irina Bara Ekaterine Gorgodze 6–4, 3–6, [10–6]             | Katarzyna Kawa Vivian Heisen            | Danka Kovinić Océane Dodin              | Martina Trevisan Anna Schmiedlová Panna Udvardy Rebeka Masarova        |
| 2 de mayo        | L'Open 35 de Saint-Malo Saint-Malo, Francia $115,000 – Tierra batida – 32S/16Q/16D Cuadro Individual – Cuadro Dobles                      | Beatriz Haddad Maia 7–6(7–3), 6–3                          | Anna Blinkova                           | Maryna Zanevska Magdalena Fręch         | Madison Brengle Claire Liu Bernarda Pera Magda Linette                 |
| 2 de mayo        | L'Open 35 de Saint-Malo Saint-Malo, Francia $115,000 – Tierra batida – 32S/16Q/16D Cuadro Individual – Cuadro Dobles                      | Eri Hozumi Makoto Ninomiya 7–6(7–1), 6–1                   | Estelle Cascino Jessika Ponchet         | Maryna Zanevska Magdalena Fręch         | Madison Brengle Claire Liu Bernarda Pera Magda Linette                 |
| 9 de mayo        | Trophee Lagardère París, Francia $115,000 – Tierra batida – 32S/16Q/16D Cuadro Individual – Cuadro Dobles                                 | Claire Liu 6–3, 6–4                                        | Beatriz Haddad Maia                     | Kaia Kanepi Ana Bogdan                  | Donna Vekić Varvara Gracheva Elsa Jacquemot Magdalena Fręch            |
| 9 de mayo        | Trophee Lagardère París, Francia $115,000 – Tierra batida – 32S/16Q/16D Cuadro Individual – Cuadro Dobles                                 | Beatriz Haddad Maia Kristina Mladenovic 5–7, 6–4, [10–4]   | Oksana Kalashnikova Miyu Kato           | Kaia Kanepi Ana Bogdan                  | Donna Vekić Varvara Gracheva Elsa Jacquemot Magdalena Fręch            |
| 9 de mayo        | Liqui Moly Open Karlsruhe, Alemania $115,000 – Tierra batida – 32S/16Q/16D Cuadro Individual – Cuadro Dobles                              | Mayar Sherif 6–2, 6–4                                      | Bernarda Pera                           | Anna-Lena Friedsam Anna Bondár          | Dalma Gálfi Mai Hontama Eva Lys Panna Udvardy                          |
| 9 de mayo        | Liqui Moly Open Karlsruhe, Alemania $115,000 – Tierra batida – 32S/16Q/16D Cuadro Individual – Cuadro Dobles                              | Mayar Sherif Panna Udvardy 5–7, 6–4, [10–2]                | Yana Sizikova Alison Van Uytvanck       | Anna-Lena Friedsam Anna Bondár          | Dalma Gálfi Mai Hontama Eva Lys Panna Udvardy                          |
| 31 de mayo       | Makarska International Championships Makarska, Croacia $115,000 – Tierra batida – 32S/16Q/16D Cuadro Individual – Cuadro Dobles           | Jule Niemeier 7–5, 6–1                                     | Elisabetta Cocciaretto                  | Anna Karolína Schmiedlová Linda Nosková | Olga Danilović Clara Burel Tara Würth Anastasia Gasanova               |
| 31 de mayo       | Makarska International Championships Makarska, Croacia $115,000 – Tierra batida – 32S/16Q/16D Cuadro Individual – Cuadro Dobles           | Dalila Jakupović Tena Lukas 5–7, 6–2, [10–5]               | Olga Danilović Aleksandra Krunić        | Anna Karolína Schmiedlová Linda Nosková | Olga Danilović Clara Burel Tara Würth Anastasia Gasanova               |
| 6 de junio       | BBVA Open Internacional de Valencia Valencia, España $115,000 – Tierra batida – 32S/16Q/16D Cuadro Individual – Cuadro Dobles             | Zheng Qinwen 6–4, 4–6, 6–3                                 | Wang Xiyu                               | Nuria Párrizas Mirjam Björklund         | Julia Grabher Réka Luca Jani Arantxa Rus Viktoriya Tomova              |
| 6 de junio       | BBVA Open Internacional de Valencia Valencia, España $115,000 – Tierra batida – 32S/16Q/16D Cuadro Individual – Cuadro Dobles             | Aliona Bolsova Rebeka Masarova 6–0, 6–3                    | Alexandra Panova Arantxa Rus            | Nuria Párrizas Mirjam Björklund         | Julia Grabher Réka Luca Jani Arantxa Rus Viktoriya Tomova              |
| 13 de junio      | Veneto Open Internazionali Confindustria Venezia e Rovigo Gaiba, Italia $115,000 – Césped – 32S/16Q/16D Cuadro Individual – Cuadro Dobles | Alison Van Uytvanck 6–4, 6–3                               | Sara Errani                             | Harmony Tan Diane Parry                 | Ylena In-Albon Ana Bogdan Tatjana Maria Kateryna Baindl                |
| 13 de junio      | Veneto Open Internazionali Confindustria Venezia e Rovigo Gaiba, Italia $115,000 – Césped – 32S/16Q/16D Cuadro Individual – Cuadro Dobles | Madison Brengle Claire Liu 6–4, 6–3                        | Vitalia Diatchenko Oksana Kalashnikova  | Harmony Tan Diane Parry                 | Ylena In-Albon Ana Bogdan Tatjana Maria Kateryna Baindl                |
| 4 de julio       | Nordea Open Båstad, Suecia $115,000 – Tierra batida – 32S/16Q/16D Cuadro Individual – Cuadro Dobles                                       | Jang Su-jeong 3–6, 6–3, 6–1                                | Rebeka Masarova                         | Viktoriya Tomova Lauren Davis           | Mihaela Buzărnescu Panna Udvardy Rebecca Peterson Anna Schmiedlová     |
| 4 de julio       | Nordea Open Båstad, Suecia $115,000 – Tierra batida – 32S/16Q/16D Cuadro Individual – Cuadro Dobles                                       | Misaki Doi Rebecca Peterson Walkover                       | Mihaela Buzărnescu Irina Khromacheva    | Viktoriya Tomova Lauren Davis           | Mihaela Buzărnescu Panna Udvardy Rebecca Peterson Anna Schmiedlová     |
| 4 de julio       | Grand Est Open 88 Contrexéville, Francia $115,000 – Tierra batida – 32S/16Q/16D Cuadro Individual – Cuadro Dobles                         | Sara Errani 6–4, 1–6, 7–6(7–4)                             | Dalma Gálfi                             | Anna Bondár Cristina Bucșa              | Olivia Gadecki Jasmine Paolini Jessika Ponchet Camilla Rosatello       |
| 4 de julio       | Grand Est Open 88 Contrexéville, Francia $115,000 – Tierra batida – 32S/16Q/16D Cuadro Individual – Cuadro Dobles                         | Ulrikke Eikeri Tereza Mihalíková 7–6(10–8), 6–2            | Han Xinyun Alexandra Panova             | Anna Bondár Cristina Bucșa              | Olivia Gadecki Jasmine Paolini Jessika Ponchet Camilla Rosatello       |
| 1 de agosto      | Concord Iași Open Iași, Rumania $115,000 – Tierra batida – 32S/16Q/16D Cuadro Individual – Cuadro Dobles                                  | Ana Bogdan 6–2, 3–6, 6–1                                   | Panna Udvardy                           | Darya Astakhova Maja Chwalińska         | Paula Ormaechea Ekaterine Gorgodze Rebeka Masarova Kristina Mladenovic |
| 1 de agosto      | Concord Iași Open Iași, Rumania $115,000 – Tierra batida – 32S/16Q/16D Cuadro Individual – Cuadro Dobles                                  | Darya Astakhova Andreea Roșca 7–5, 5–7, [10–7]             | Réka Luca Jani Panna Udvardy            | Darya Astakhova Maja Chwalińska         | Paula Ormaechea Ekaterine Gorgodze Rebeka Masarova Kristina Mladenovic |
| 12 de agosto     | Thoreau Tennis Open Concord, Estados Unidos $115,000 – Dura – 32S/16Q/16D Cuadro Individual – Cuadro Dobles                               | Coco Vandeweghe 6–3, 5–7, 6–4                              | Bernarda Pera                           | Qiang Wang Katrina Scott                | Clara Tauson Magdalena Fręch Taylor Townsend Katie Volynets            |
| 12 de agosto     | Thoreau Tennis Open Concord, Estados Unidos $115,000 – Dura – 32S/16Q/16D Cuadro Individual – Cuadro Dobles                               | Varvara Flink Coco Vandeweghe 6–3, 7–6(7–3)                | Peangtarn Plipuech Moyuka Uchijima      | Qiang Wang Katrina Scott                | Clara Tauson Magdalena Fręch Taylor Townsend Katie Volynets            |
| 15 de agosto     | Odlum Brown VanOpen Vancouver, Canadá $115,000 – Dura – 32S/16Q/16D Cuadro Individual – Cuadro Dobles                                     | Valentini Grammatikopoulou 6–2, 6–4                        | Lucia Bronzetti                         | Emma Navarro Rebecca Peterson           | Madison Brengle Chloé Paquet Maddison Inglis Victoria Jiménez          |
| 15 de agosto     | Odlum Brown VanOpen Vancouver, Canadá $115,000 – Dura – 32S/16Q/16D Cuadro Individual – Cuadro Dobles                                     | Miyu Kato Asia Muhammad 6–3, 7–5                           | Tímea Babos Angela Kulikov              | Emma Navarro Rebecca Peterson           | Madison Brengle Chloé Paquet Maddison Inglis Victoria Jiménez          |
| 5 de septiembre  | Open Delle Puglie Bari, Italia $115,000 – Tierra batida – 32S/16Q/16D Cuadro Individual – Cuadro Dobles                                   | Julia Grabher 6–4, 6–2                                     | Nuria Brancaccio                        | Réka Luca Jani Matilde Paoletti         | Panna Udvardy Elisabetta Cocciaretto Tatjana Maria Eva Vedder          |
| 5 de septiembre  | Open Delle Puglie Bari, Italia $115,000 – Tierra batida – 32S/16Q/16D Cuadro Individual – Cuadro Dobles                                   | Elisabetta Cocciaretto Olga Danilović 6–2, 6–3             | Andrea Gámiz Eva Vedder                 | Réka Luca Jani Matilde Paoletti         | Panna Udvardy Elisabetta Cocciaretto Tatjana Maria Eva Vedder          |
| 12 de septiembre | Țiriac Foundation Trophy Bucharest, Rumania $115,000 – Tierra batida – 32S/16Q/16D Cuadro Individual – Cuadro Dobles                      | Irina-Camelia Begu 6–3, 6–3                                | Réka Luca Jani                          | Maryna Zanevska Sara Errani             | Panna Udvardy Mayar Sherif Rebeka Masarova Kateryna Baindl             |
| 12 de septiembre | Țiriac Foundation Trophy Bucharest, Rumania $115,000 – Tierra batida – 32S/16Q/16D Cuadro Individual – Cuadro Dobles                      | Aliona Bolsova Andrea Gámiz 7–5, 6–3                       | Réka Luca Jani Panna Udvardy            | Maryna Zanevska Sara Errani             | Panna Udvardy Mayar Sherif Rebeka Masarova Kateryna Baindl             |
| 19 de septiembre | Budapest Open 125 Budapest, Hungría $115,000 – Tierra batida – 32S/16Q/16D Cuadro Individual – Cuadro Dobles                              | Tamara Korpatsch 7–6(7–3), 6–7(4–7), 6–0                   | Viktoriya Tomova                        | Océane Dodin Anna Bondár                | Lauren Davis Anna Karolína Schmiedlová Arantxa Rus Tamara Zidanšek     |
| 19 de septiembre | Budapest Open 125 Budapest, Hungría $115,000 – Tierra batida – 32S/16Q/16D Cuadro Individual – Cuadro Dobles                              | Anna Bondár Kimberley Zimmermann 6–3, 2–6, [10–5]          | Jesika Malečková Renata Voráčová        | Océane Dodin Anna Bondár                | Lauren Davis Anna Karolína Schmiedlová Arantxa Rus Tamara Zidanšek     |
| 17 de octubre    | Open Capfinances Rouen Métropole Ruan, Francia $115,000 – Dura (i) – 32S/16Q/16D Cuadro Individual – Cuadro Dobles                        | Maryna Zanevska 7–6(8–6), 6–1                              | Viktorija Golubic                       | Varvara Gracheva Kamilla Rakhimova      | Cristina Bucșa Ana Konjuh Caty McNally Kristina Mladenovic             |
| 17 de octubre    | Open Capfinances Rouen Métropole Ruan, Francia $115,000 – Dura (i) – 32S/16Q/16D Cuadro Individual – Cuadro Dobles                        | Natela Dzalamidze Kamilla Rakhimova 6–2, 7–5               | Misaki Doi Oksana Kalashnikova          | Varvara Gracheva Kamilla Rakhimova      | Cristina Bucșa Ana Konjuh Caty McNally Kristina Mladenovic             |
| 24 de octubre    | Abierto Tampico Tampico, México $115,000 – Dura – 32S/16Q/16D Cuadro Individual – Cuadro Dobles                                           | Elisabetta Cocciaretto 7–6(7–4), 4–6, 6–1                  | Magda Linette                           | Rebecca Marino Lin Zhu                  | Elise Mertens Leylah Fernandez Kateřina Siniaková Camila Osorio        |
| 24 de octubre    | Abierto Tampico Tampico, México $115,000 – Dura – 32S/16Q/16D Cuadro Individual – Cuadro Dobles                                           | Tereza Mihalíková Aldila Sutjiadi 7–5, 6–2                 | Ashlyn Krueger Elizabeth Mandlik        | Rebecca Marino Lin Zhu                  | Elise Mertens Leylah Fernandez Kateřina Siniaková Camila Osorio        |
| 31 de octubre    | Dow Tennis Classic Midland, Estados Unidos $115,000 – Dura (i) – 32S/16Q/16D Cuadro Individual – Cuadro Dobles                            | Caty McNally 6–3, 6–2                                      | Anna-Lena Friedsam                      | Ann Li Peyton Stearns                   | Nao Hibino Camila Osorio Katherine Sebov Sofia Kenin                   |
| 31 de octubre    | Dow Tennis Classic Midland, Estados Unidos $115,000 – Dura (i) – 32S/16Q/16D Cuadro Individual – Cuadro Dobles                            | Asia Muhammad Alycia Parks 6–2, 6–3                        | Anna-Lena Friedsam Nadiia Kichenok      | Ann Li Peyton Stearns                   | Nao Hibino Camila Osorio Katherine Sebov Sofia Kenin                   |
| 7 de noviembre   | LP Open by IND Colina, Chile $115,000 – Tierra batida – 32S/16Q/16D Cuadro Individual – Cuadro Dobles                                     | Mayar Sherif 6–3, 6–2                                      | Kateryna Baindl                         | Caroline Dolehide Danka Kovinić         | Emma Navarro Julia Grabher Victoria Jiménez Diana Shnaider             |
| 7 de noviembre   | LP Open by IND Colina, Chile $115,000 – Tierra batida – 32S/16Q/16D Cuadro Individual – Cuadro Dobles                                     | Yana Sizikova Aldila Sutjiadi 6–1, 3–6, [10–7]             | Mayar Sherif Tamara Zidanšek            | Caroline Dolehide Danka Kovinić         | Emma Navarro Julia Grabher Victoria Jiménez Diana Shnaider             |
| 14 de noviembre  | Argentina Open Buenos Aires, Argentina $115,000 – Tierra batida – 32S/16Q/16D Cuadro Individual – Cuadro Dobles                           | Panna Udvardy 6–4, 6–1                                     | Danka Kovinić                           | María Carlé Paula Ormaechea             | Victoria Jiménez Sara Errani Laura Pigossi Diana Shnaider              |
| 14 de noviembre  | Argentina Open Buenos Aires, Argentina $115,000 – Tierra batida – 32S/16Q/16D Cuadro Individual – Cuadro Dobles                           | Irina Bara Sara Errani 6–1, 7–5                            | Jang Su-jeong You Xiaodi                | María Carlé Paula Ormaechea             | Victoria Jiménez Sara Errani Laura Pigossi Diana Shnaider              |
| 21 de noviembre  | Montevideo Open Montevideo, Uruguay $115,000 – Tierra batida – 32S/16Q/16D Cuadro Individual – Cuadro Dobles                              | Diana Shnaider 6–4, 6–4                                    | Léolia Jeanjean                         | Kateryna Baindl İpek Öz                 | Clara Burel Hailey Baptiste Darya Astakhova Irina Bara                 |
| 21 de noviembre  | Montevideo Open Montevideo, Uruguay $115,000 – Tierra batida – 32S/16Q/16D Cuadro Individual – Cuadro Dobles                              | Ingrid Gamarra Martins Luisa Stefani 7–5, 6–7(6–8), [10–6] | Quinn Gleason Elixane Lechemia          | Kateryna Baindl İpek Öz                 | Clara Burel Hailey Baptiste Darya Astakhova Irina Bara                 |
| 28 de noviembre  | Crèdit Andorrà Open Andorra la Vieja, Andorra $115,000 – Dura (i) – 32S/16Q/16D Cuadro Individual – Cuadro Dobles                         | Alycia Parks 6–1, 6–4                                      | Rebecca Peterson                        | Ana Konjuh Cristina Bucșa               | Shuai Zhang Weronika Falkowska Sabine Lisicki Alison Van Uytvanck      |
| 28 de noviembre  | Crèdit Andorrà Open Andorra la Vieja, Andorra $115,000 – Dura (i) – 32S/16Q/16D Cuadro Individual – Cuadro Dobles                         | Cristina Bucșa Weronika Falkowska 7–6(7–4), 6–1            | Angelina Gabueva Anastasia Zakharova    | Ana Konjuh Cristina Bucșa               | Shuai Zhang Weronika Falkowska Sabine Lisicki Alison Van Uytvanck      |
| 5 de diciembre   | Open Angers Arena Loire Angers, Francia $115,000 – Dura (i) – 32S/16Q/16D Cuadro Individual – Cuadro Dobles                               | Alycia Parks 6–4, 4–6, 6–4                                 | Anna-Lena Friedsam                      | Jessika Ponchet Anhelina Kalinina       | Markéta Vondroušová Clara Burel Émeline Dartron Clara Tauson           |
| 5 de diciembre   | Open Angers Arena Loire Angers, Francia $115,000 – Dura (i) – 32S/16Q/16D Cuadro Individual – Cuadro Dobles                               | Alycia Parks Shuai Zhang 6–2, 6–2                          | Miriam Kolodziejová Markéta Vondroušová | Jessika Ponchet Anhelina Kalinina       | Markéta Vondroušová Clara Burel Émeline Dartron Clara Tauson           |
| 12 de diciembre  | Open BLS de Limoges Limoges, Francia $115,000 – Dura (i) – 32S/16Q/16D Cuadro Individual – Cuadro Dobles                                  | Anhelina Kalinina 6–3, 5–7, 6–4                            | Clara Tauson                            | Anna Blinkova Lucia Bronzetti           | Zhang Shuai Ana Bogdan Varvara Gracheva Clara Burel                    |
| 12 de diciembre  | Open BLS de Limoges Limoges, Francia $115,000 – Dura (i) – 32S/16Q/16D Cuadro Individual – Cuadro Dobles                                  | Oksana Kalashnikova Marta Kostyuk 7–5, 6–1                 | Alicia Barnett Olivia Nicholls          | Anna Blinkova Lucia Bronzetti           | Zhang Shuai Ana Bogdan Varvara Gracheva Clara Burel                    |

## Estadística
En los cuadros figuran el número de títulos indivisuales (S) y dobles (D) ganados por cada jugadora y cada país durante la temporada, dentro de todas las categorías del torneo de la WTA 125s de 2022. Las jugadoras / países sean ordenados por:
1) el número total de títulos (un título de dobles ganado por dos jugadoras que representan a la misma nación solo es tomado por uno).
2) primero individuales > luego los dobles.
3) por orden alfabético (por los apellidos de las jugadoras).
Para evitar la confusión y la doble contabilización, estas tablas deben actualizarse solo después de que un evento se haya completado.

### Títulos por tenistas
| Total | Jugadoras                  | S | D | S | D |
| ----- | -------------------------- | - | - | - | - |
| 4     | Mayar Sherif               | ● | ● | 3 | 1 |
| 4     | Alycia Parks               | ● | ● | 2 | 2 |
| 2     | Elisabetta Cocciaretto     | ● | ● | 1 | 1 |
| 2     | Sara Errani                | ● | ● | 1 | 1 |
| 2     | Claire Liu                 | ● | ● | 1 | 1 |
| 2     | Beatriz Haddad Maia        | ● | ● | 1 | 1 |
| 2     | Panna Udvardy              | ● | ● | 1 | 1 |
| 2     | Coco Vandeweghe            | ● | ● | 1 | 1 |
| 2     | Irina Bara                 |   | ● | 0 | 2 |
| 2     | Aliona Bolsova             |   | ● | 0 | 2 |
| 2     | Tereza Mihalíková          |   | ● | 0 | 2 |
| 2     | Aldila Sutjiadi            |   | ● | 0 | 2 |
| 1     | Irina-Camelia Begu         | ● |   | 1 | 0 |
| 1     | Ana Bogdan                 | ● |   | 1 | 0 |
| 1     | Julia Grabher              | ● |   | 1 | 0 |
| 1     | Valentini Grammatikopoulou | ● |   | 1 | 0 |
| 1     | Su-jeong Jang              | ● |   | 1 | 0 |
| 1     | Anhelina Kalinina          | ● |   | 1 | 0 |
| 1     | Tamara Korpatsch           | ● |   | 1 | 0 |
| 1     | Jule Niemeier              | ● |   | 1 | 0 |
| 1     | Diana Shnaider             | ● |   | 1 | 0 |
| 1     | Alison Van Uytvanck        | ● |   | 1 | 0 |
| 1     | Qinwen Zheng               | ● |   | 1 | 0 |
| 1     | Darya Astakhova            |   | ● | 0 | 1 |
| 1     | Anna Bondár                |   | ● | 0 | 1 |
| 1     | Madison Brengle            |   | ● | 0 | 1 |
| 1     | Cristina Bucșa             |   | ● | 0 | 1 |
| 1     | Olga Danilović             |   | ● | 0 | 1 |
| 1     | Misaki Doi                 |   | ● | 0 | 1 |
| 1     | Ulrikke Eikeri             |   | ● | 0 | 1 |
| 1     | Weronika Falkowska         |   | ● | 0 | 1 |
| 1     | Ingrid Gamarra Martins     |   | ● | 0 | 1 |
| 1     | Andrea Gámiz               |   | ● | 0 | 1 |
| 1     | Ekaterine Gorgodze         |   | ● | 0 | 1 |
| 1     | Eri Hozumi                 |   | ● | 0 | 1 |
| 1     | Dalila Jakupović           |   | ● | 0 | 1 |
| 1     | Oksana Kalashnikova        |   | ● | 0 | 1 |
| 1     | Miyu Kato                  |   | ● | 0 | 1 |
| 1     | Marta Kostyuk              |   | ● | 0 | 1 |
| 1     | Tena Lukas                 |   | ● | 0 | 1 |
| 1     | Rebeka Masarova            |   | ● | 0 | 1 |
| 1     | Kristina Mladenovic        |   | ● | 0 | 1 |
| 1     | Asia Muhammad              |   | ● | 0 | 1 |
| 1     | Makoto Ninomiya            |   | ● | 0 | 1 |
| 1     | Rebecca Peterson           |   | ● | 0 | 1 |
| 1     | Andreea Roșca              |   | ● | 0 | 1 |
| 2     | Yana Sizikova              |   | ● | 0 | 2 |
| 1     | Luisa Stefani              |   | ● | 0 | 1 |
| 1     | Varvara Flink              |   | ● | 0 | 1 |
| 1     | Kimberley Zimmermann       |   | ● | 0 | 1 |

### Títulos por país
| Total | Países         | S | D |
| ----- | -------------- | - | - |
| 8     | Estados Unidos | 4 | 4 |
| 5     | Rumania        | 1 | 4 |
| 4     | Egipto         | 3 | 1 |
| 4     | Italia         | 2 | 2 |
| 4     | Brasil         | 1 | 3 |
| 4     | Rusia          | 1 | 3 |
| 3     | Hungría        | 1 | 2 |
| 3     | España         | 0 | 3 |
| 3     | Japón          | 0 | 3 |
| 2     | Alemania       | 2 | 0 |
| 2     | Bélgica        | 1 | 1 |
| 2     | Ucrania        | 1 | 1 |
| 2     | Eslovaquia     | 0 | 2 |
| 2     | Georgia        | 0 | 2 |
| 2     | Indonesia      | 0 | 2 |
| 1     | Austria        | 1 | 0 |
| 1     | China          | 1 | 0 |
| 1     | Corea del Sur  | 1 | 0 |
| 1     | Grecia         | 1 | 0 |
| 1     | Croacia        | 0 | 1 |
| 1     | Eslovenia      | 0 | 1 |
| 1     | Francia        | 0 | 1 |
| 1     | Noruega        | 0 | 1 |
| 1     | Polonia        | 0 | 1 |
| 1     | Serbia         | 0 | 1 |
| 1     | Suecia         | 0 | 1 |
| 1     | Venezuela      | 0 | 1 |